# Мальцев, Пётр Спиридонович
Пётр Спиридонович Мальцев (12 июля 1923, Качуг, Сибирский край — 4 июля 1970, Иркутская область) — полный кавалер ордена Славы, командир миномётного расчёта 2-й гвардейской мотострелковой бригады (3-й гвардейский танковый корпус, 2-й Белорусский фронт), гвардии старшина.

## Биография
Пётр Спиридонович Мальцев родился в крестьянской семье в посёлке Качуг Верхнеленского уезда Иркутской губернии (в настоящее время Качугский район Иркутской области). Окончил 7 классов школы, работал учеником столяра на судоверфи.
В мае 1942 года Качугским райвоенкоматом был призван в ряды Красной армии. Обучался на курсах миномётчиков. На фронтах Великой Отечественной войны с 7 сентября 1942 года.
Приказом по 2-й гвардейской мотострелковой бригаде от 13 июня 1943 года гвардии младший сержант Мальцев за мужество и героизм в боях с немецко-фашистскими захватчиками, также за то, что в боях уничтожил две автомашины с грузами, 1 станковый пулемёт и 9 солдат противника, был награждён медалью «За отвагу».
Гвардии старший сержант Мальцев в период боёв у села Озерца 25 июня по 9 июля 1944 года у станции Рудники с расчётом уничтожил противотанковой орудие и 2 пулемётных точки, разбил 7 повозок с грузами и уничтожил до 25 солдат противника. 8 июля 1944 года, ворвавшись в населённый пункт уничтожил 4 солдат противника и взял в плен одного солдата. Приказом по 3-му танковому корпусу от 25 июля 1944 года он был награждён орденом Славы 3-й степени.
Гвардии старший сержант Мальцев 7 октября 1944 года в бою в Литве был ранен, но после перевязки вернулся в строй. В этих боях в Восточной Пруссии за высоту 23,01 по 11 октября 1944 года его расчётом было уничтожено до 45 солдат противника и был подавлен огонь 4 станковых и 6 ручных пулемётов и 2-х противотанковых батарей. Он полностью обеспечил отражение контратаки 600 солдат противника в сопровождении танков и бронетранспортёров. Приказом по 5-й гвардейской танковой армии от 19 декабря 1944 года он был награждён орденом Славы 2-й степени.
28 марта 1945 года в боях за деревню Лауенталь в 4-х км севернее Данцига (в настоящее время Гданьск) гвардии старшина Мальцев разведал расположение огневых точек противника, выдвинулся со своим расчётом на открытую огневую позицию и огнём из миномёта уничтожил 4 станковых и 2 ручных пулемёта вместе с их расчётами и уничтожил до взвода солдат противника, чем обеспечил продвижение стрелковых частей и занятие выгодных позиций для дальнейшего выполнения боевого приказа. Приказом по 2-й гвардейской мотострелковой бригаде от 6 апреля 1945 года он был награждён орденом Красной Звезды.
29 апреля 1945 года гвардии старшина Мальцев в боях за город Нойбранденбург в Передней Померании под сильным артиллерийско-миномётным огнём противника выдвинулся со своим расчётом в боевые порядки пехоты, установил расположение огневых точек противника, открыл миномётный огонь по противнику, где уничтожил 6 огневых точек станковых пулемётов и до взвода пехоты противника.

30 апреля 1945 года в боях за переправу северо-западнее города Мальхов гвардии старшина Мальцев выдвинулся на окраину города, открыл огонь по противнику, чем дал возможность пехоте форсировать водный рубеж. Он первым из батареи переправился на другой берег и, установив миномёт, открыл огонь по противнику, уничтожив до взвода солдат противника и подавив огонь противотанковой батареи. До взвода пехоты обратил в бегство. Указом Президиума Верховного Совета СССР от 29 июня 1945 года он был награждён орденом Славы 1-й степени.
Гвардии старшина Мальцев был демобилизован в 1948 году. Жил в городе Усть-Кут Иркутской области. Работал сварщиком на судоверфи.
Пётр Спиридонович Мальцев трагически погиб 4 июля 1970 года, утонув в реке Лене.